# Johnmannia powerae
Johnmannia powerae är en tvåvingeart som beskrevs av Christine Lynette Lambkin och Recsei 2005. Johnmannia powerae ingår i släktet Johnmannia och familjen stilettflugor. Inga underarter finns listade i Catalogue of Life.